# Jan Majewski
Jan Majewski (ur. 3 czerwca 1942 w Strzyżowicach, zm. 10 lipca 2017 w Pińczowie) – polski polityk, prawnik i duchowny katolicki, poseł na Sejm I kadencji.

## Życiorys
Syn Stanisława i Marianny. W 1967 wstąpił do Zjednoczonego Stronnictwa Ludowego. W 1971 ukończył studia na Wydziale Prawa Uniwersytetu Jagiellońskiego, odbył następnie aplikacje radcowską i sądową. Sprawował mandat posła na Sejm I kadencji z listy Polskiego Stronnictwa Ludowego wybranego w okręgu rzeszowsko-tarnobrzeskim (1991–1993). Po zakończonej kadencji i uzyskaniu kościelnego unieważnienia małżeństwa wstąpił do Wyższego Seminarium Duchownego w Łomży. W 1999 przyjął święcenia kapłańskie. Pracował jako wikary w parafii Matki Bożej i św. Wojciecha w Królewcu. Był później księdzem emerytem w parafii św. Jakuba Apostoła w Więcławicach Starych.